# Baby Soul
Lee Soo-jung (hangul: 이수정; hanja: 李洙姃; Gwangju, 6 de julho de 1992), mais frequentemente creditada na carreira musical pelo seu nome artístico Baby Soul (hangul: 베이비소울), é uma cantora sul-coreana. Ela estreou como integrante do grupo feminino Lovelyz em 2014.

## Biografia
Baby Soul nasceu no dia 6 de julho de 1992 em Gwangju, Coreia do Sul. Ela treinou na Woollim Entertainment durante cinco anos, e durante esse tempo ela realizou diversas atividades com o colega de gravadora Infinite, incluindo colaborações e participações em concertos.

## Carreira

### 2011–2013:No Better Than Strangers,She's A Flirte outras atividades
Baby Aoul realizou sua primeira aparição em 2011 ao colaborar com o grupo Infinite H para o lançamento do single Crying, que foi incluída no álbum de estúdio Over The Top. Em novembro de 2011, Baby Soul realizou sua estreia como artista solo com o lançamento do single No Better Than Strangers, uma participação do cantor Wheesung. Apesar de ser uma cantora novata, o single estreia de Baby Soul alcançou o topo em várias paradas musicais, tais como Cyworld Music e Bugs. Em janeiro de 2012, Baby Soul fez sua primeira apresentação ao vivo no Second Invasion Concert de INFINITE. Ela apresentou o single Crying juntamente com Infinite H.
Pouco depois, Baby Soul lançou um single colaborativo com Yoo Jia, uma estagiária da Woollim Entertainment, intitulado She's a Flirt, que teve a participação de Dongwoo, integrante do INFINITE. Mais uma vez, esse single chegou ao topo de diversas paradas musicais. Em julho de 2012, ela apresentou-se com Sunggyu e Dongwoo do Infinite no programa de televisão Immortal Song 2 com o single Woman On The Beach. Em 2013 Baby Soul colaborou com o Infinite H para o lançamento do single Fly High.

### 2014: Lovelyz
No dia 3 de novembro de 2014, Baby Soul foi revelada como integrante do grupo feminino Lovelyz. Sua estreia oficial com o grupo ocorreu em 17 de novembro com o lançamento do single Candy Jelly Love. A primeira apresentação do grupo ocorreu no programa musical M Countdown.

## Discografia

### Extended plays
| Título                   | Detalhes do álbum                                                                                       | Melhor posição nas paradas | Vendas |
| Título                   | Detalhes do álbum                                                                                       | KOR                        | Vendas |
| ------------------------ | --- | -------------------------- | ------ |
| No Better Than Strangers | - Gravadora: 23 de novembro de 2011 - Gravadora: Woollim Entertainment - Formatos: CD, digital download | ASA                        | ASA    |
| She's A Flirt            | - Gravadora: 28 de janeiro de 2012 - Gravadora: Woollim Entertainment - Formatos: CD, digital download  | ASA                        | ASA    |

### Singles
| Título         | Ano  | Melhor posição nas paradas | Álbum                  | Artista(s)             |
| Título         | Ano  | KOR                        | Álbum                  | Artista(s)             |
| -------------- | ---- | -------------------------- | ---------------------- | ---------------------- |
| "Stranger"     | 2011 | —                          | No More Than Strangers | Baby Soul com Wheesung |
| "She's A Firt" | 2012 | —                          | She's A Firt           | Baby Soul com Yoo Jia  |

### Colaborações
| Título           | Ano  | Melhor posição nas paradas | Álbum             | Artista(s)    |
| Título           | Ano  | KOR                        | Álbum             | Artista(s)    |
| ---------------- | ---- | -------------------------- | ----------------- | ------------- |
| "Crying"         | 2011 | —                          | Over The Top      | Infinite H    |
| "She Is A Flirt" | 2012 | –                          | –                 | Dongwoo e Kei |
| "Fly High"       | 2012 | 50                         | Fly High          | Infinite H    |
| "The Sunny Day"  | 2015 | –                          | The Last Love OST | Sujeong       |